# 겜블러 (1974년 영화)
《갬블러》(영어: The Gambler)는 미국에서 제작된 캐럴 라이스 감독의 1974년 범죄 드라마 영화이다. 제임스 투백이 대본을 쓰고, 제임스 칸, 폴 소비노, 로런 허턴 등이 출연하였다.
1975년 제32회 골든 글로브상에서 제임스 칸이 드라마 영화 부문 남우 주연상 후보에 올랐다.
2014년 리메이크 영화 《겜블러》가 개봉하였다.

## 줄거리
뉴욕 영어 교수 액설 프리드는 존경할 만한 인물로 여겨지고 있으며 부유한 사업가인 할아버지, 의사인 어머니, 그를 사랑하는 여자친구를 두고 있으나 실은 통제 불가능한 도박 중독자로 삶이 완전히 파괴되기 직전의 기로에 서 있다. 액설에게 돈을 꾸어 주었던 여자친구와 어머니는 무분별한 도박을 거듭하는 그를 결국 포기하고, 액설은 고리 대금업자에게 손을 벌린다.

## 출연진
- 제임스 칸
- 폴 소비노
- 로런 허턴
- 모리스 카노브스키
- 버트 영
- 카마인 커리디
- 빅 테이백
- 스티븐 키츠
- M. 에밋 월시
- 제임스 우즈
- 스튜어트 마걸린
- 앤토니오 파개스
- 프랭크 시베로